# Championnats du monde d'athlétisme handisport 2013
Navigation
Christchurch 2011 Doha 2015
Les 6e championnats du monde d'athlétisme handisport se déroulent du 19 juillet au 28 juillet 2013, au Stade du Rhône du Parc de Parilly, à Vénissieux, dans le Grand Lyon. 1 236 athlètes de 100 pays y ont participé.

## Nations participantes
100 pays participent à ces championnats.
- Afrique du Sud
- Algérie
- Allemagne
- Angola
- Arabie saoudite
- Argentine
- Australie
- Autriche
- Azerbaïdjan
- Bahreïn
- Belgique
- Bermudes
- Biélorussie
- Bosnie-Herzégovine
- Brunei
- Brésil
- Bulgarie
- Bénin
- Cameroun
- Canada
- Cap-Vert
- Chili
- Chine
- Chypre
- Colombie
- Corée du Sud
- Croatie
- Cuba
- Côte d'Ivoire
- Danemark
- Djibouti
- Égypte
- Émirats arabes unis
- Espagne
- États-Unis
- Éthiopie
- Finlande
- France
- Gambie
- Grande-Bretagne
- Grèce
- Hong Kong
- Hongrie
- Inde
- Irak
- Iran
- Irlande
- Islande
- Israël
- Italie
- Jamaïque
- Japon
- Jordanie
- Kazakhstan
- Kenya
- Koweït
- Lesotho
- Lettonie
- Libye
- Lituanie
- Luxembourg
- Malaisie
- Maroc
- Mexique
- Moldavie
- Mongolie
- Monténégro
- Mozambique
- Namibie
- Nigeria
- Niger
- Norvège
- Nouvelle-Zélande
- Ouganda
- Ouzbékistan
- Palestine
- Pays-Bas
- Pologne
- Portugal
- Pérou
- Qatar
- Roumanie
- Russie
- Rwanda
- République centrafricaine
- République tchèque
- Serbie
- Slovaquie
- Slovénie
- Sri Lanka
- Suisse
- Suède
- Syrie
- Sénégal
- Taipei chinois
- Thaïlande
- Tunisie
- Turquie
- Ukraine
- Venezuela

## Podiums

### Hommes

#### 100m
| Catégories | Or                                                     | Argent                                    | Bronze                                        |
| ---------- | ------------------------------------------------------ | ----------------------------------------- | --------------------------------------------- |
| T11        | Lucas Prado Guide : Justino Barbosa dos Santos 11 s 45 | Felipe Gomes Guide : Jorge Borges 11 s 68 | Ananias Shikongo Guide : Even Tjiviju 11 s 85 |
| T12        | Mateusz Michalski 10 s 79                              | Artem Loginov 11 s 07 (SB)                | Maximiliano Rodriguez Magi 11 s 24 (SB)       |
| T13        | Jason Smyth 10 s 61 (CR)                               | Jonathan Ntutu 11 s 12                    | Radoslav Zlatanov 11 s 15                     |
| T34        | Walid Ktila 16 s 07                                    | Rheed McCracken 16 s 29                   | Stefan Rusch 16 s 62                          |
| T35        | Dmitrii Safronov 12 s 49 (CR)                          | Iurii Tsaruk 12 s 79                      | Hernan Barreto 13 s 21 (AR)                   |
| T36        | Evgenii Shvetcov 11 s 90 (WR)                          | Roman Pavlyk 12 s 40                      | Graeme Ballard 12 s 48                        |
| T37        | Andrey Vdovin 11 s 48 (WR)                             | Roman Kapranov 11 s 71                    | Omar Monterola 11 s 88                        |
| T38        | Evan O'Hanlon 10 s 93 (CR)                             | Dyan Buis 11 s 29 (SB)                    | Edson Pinheiro 11 s 30 (PB)                   |
| T42        | Heinrich Popow Scott Reardon 12 s 68                   | Non attribuée                             | Clavel Kayitaré 12 s 87                       |
| T43        | Alan Oliveira 10 s 80 (CR)                             | Blake Leeper 11 s 34                      | Joshua Kennison 11 s 93                       |
| T44        | Jonnie Peacock 10 s 99 (CR)                            | Richard Browne 11 s 01                    | Jerome Singleton 11 s 27                      |
| T46        | Michal Derus 10 s 93 (CR)                              | Gabriel Cole 10 s 96 (AR)                 | Yohansson Nascimento 10 s 99 (SB)             |
| T51        | Toni Piispanen 22 s 59                                 | Mohamed Berrahal 23 s 49                  | Alvise de Vidi 23 s 78                        |
| T52        | Raymond Martin 17 s 46 (SB)                            | Salvador Hernandez 17 s 49 (SB)           | Gianfranco Iannotta 17 s 95 (PB)              |
| T53        | Brent Lakatos 14 s 51 (CR)                             | Mickey Bushell 15 s 12                    | Ariosvaldo Silva 15 s 22                      |
| T54        | Leo Pekka Tahti 14 s 11                                | Kenny van Weeghel 14 s 33                 | Marc Schuh 14 s 70                            |

#### 200m
| Catégories | Or                                               | Argent                                        | Bronze                                         |
| ---------- | ------------------------------------------------ | --------------------------------------------- | ---------------------------------------------- |
| T11        | Lucas Prado Guide : Laercio Martins 22 s 55 (CR) | Ananias Shikongo Guide : Even Tjiviju 22 s 71 | Daniel Silva Guide : Heitor Sales 22 s 86 (SB) |
| T12        | Mateusz Michalski 21 s 78 (CR)                   | Fedor Trikolich 22 s 25 (SB)                  | Artem Loginov 22 s 49 (SB)                     |
| T13        | Jason Smyth 21 s 05 (=WR)                        | Johannes Nambala 21 s 59 (AR)                 | Jonathan Ntutu 22 s 09 (PB)                    |
| T34        | Walid Ktila 29 s 67                              | Rheed McCracken 30 s 49                       | Henry Manni 30 s 70                            |
| T35        | Dmitrii Safronov 24 s 69 (WR)                    | Iurii Tsaruk 25 s 18 (PB)                     | Hernan Barreto 26 s 13 (AR)                    |
| T36        | Evgenii Shvetcov 24 s 69 (CR)                    | Roman Pavlyk 24 s 99                          | So Wa Wai 25 s 20 (SB)                         |
| T37        | Andrey Vdovin 22 s 77 (WR)                       | Fanie Van der Merwe 23 s 16 (SB)              | Sofiane Hamdi 23 s 45 (PB)                     |
| T38        | Evan O'Hanlon 21 s 95 (CR)                       | Dyan Buis 22 s 85 (SB)                        | Lee Whiteley 23 s 00 (AR)                      |
| T42        | Richard Whitehead 24 s 95                        | Scott Reardon 25 s 29 (AR)                    | Heinrich Popow 26 s 0210                       |
| T43        | Alan Oliveira 20 s 66 (WR)                       | Blake Leeper 21 s 78 (SB)                     | David Behre 23 s 45                            |
| T44        | Jarryd Wallace 22 s 08 (WR)                      | David Prince 22 s 34 (PB)                     | Jerome Singleton 22 s 34 (PB)                  |
| T46        | Yohansson Nascimento 21 s 91 (WR)                | Michal Derus 21 s 95 (AR)                     | Raciel Gonzalez Isidoria 22 s 15 (SB)          |
| T51        | Edgar Navarro 40 s 68 (CR)                       | Toni Piispapen 40 s 90 (SB)                   | Alvise de Vidi 43 s 07 (SB)                    |
| T52        | Raymond Martin 31 s 48 (CR)                      | Gianfranco Iannotta 33 s 02 (PB)              | Leonardo Perez 33 s 15                         |
| T53        | Brent Lakatos 25 s 46 (CR)                       | Li Huzhao 26 s 66                             | Pierre Fairbank 26 s 84 (PB)                   |
| T54        | Kenny van Weeghel 25 s 10                        | Leo Pekka Tahti 25 s 51                       | Saichon Konjen 25 s 58                         |

#### 400m
| Catégories | Or                                              | Argent                                                | Bronze                                             |
| ---------- | ----------------------------------------------- | ----------------------------------------------------- | -------------------------------------------------- |
| T11        | Daniel Silva Guide : Wendell Souza 50 s 38 (CR) | David Brown Guide : Rolland Slade 51 s 71 (PB)        | Timothée Adolphe Guide : Cédric Felip 52 s 13 (PB) |
| T12        | Egor Sharov 49 s 16 (PB)                        | Thomas Ulbricht Guide : Tobias Schneider 50 s 61 (PB) | Hyacinthe Deleplace 51 s 18 (SB)                   |
| T13        | Johannes Nambala 49 s 07 (CR)                   | Alexander Zverev 49 s 26 (SB)                         | Luis Manuel Galano 49 s 52 (PB)                    |
| T34        | Walid Ktila 53 s 61                             | Rheed McCracken 53 s 71                               | Mohamed Hammadi 55 s 02 (SB)                       |
| T36        | Evgenii Shvetcov 56 s 27                        | Paul Blake 56 s 72                                    | Andrey Zhirnov 58 s 14                             |
| T37        | Chermen Kobesov 51 s 88 (WR)                    | Sofiane Hamdi 52 s 54 (AR)                            | Charl Du Toit 52 s 74 (PB)                         |
| T38        | Evan O'Hanlon 50 s 55                           | Dyan Buis 51 s 98 (PB)                                | Union Sekailwe 52 s 66 (SB)                        |
| T44        | Alan Oliveira 48 s 58 (CR)                      | Blake Leeper 49 s 30 (PB)                             | David Prince 50 s 63                               |
| T46        | Gunther Matzinger 49 s 45 (SB)                  | Ettiam Calderon 49 s 68 (PB)                          | Pradeep Uggl Dena Pathirannehelag 50 s 03          |
| T52        | Raymond Martin 59 s 85 (CR)                     | Steven Toyoji 1 min 03 s 53 (PB)                      | Thomas Geierspichler 1 min 03 s 86                 |
| T53        | Brent Lakatos 49 s 02 (CR)                      | Li Huzhao 49 s 53                                     | Richard Colman 49 s 59                             |
| T54        | Marcel Hug 47 s 15 (CR)                         | Marc Schuh 47 s 52 (SB)                               | Kenny van Weeghel 47 s 57 (SB)                     |

#### 800m
| Catégories | Or                                                    | Argent                                                      | Bronze                                                             |
| ---------- | ----------------------------------------------------- | ----------------------------------------------------------- | ------------------------------------------------------------------ |
| T11        | Odair Santos Guide : Carlos Santos 2 min 00 s 50 (SB) | William Sosa Guide : Cesar Chavarro Diaz 2 min 03 s 53 (PB) | Hasan Huseyin Kacar Guide : Muhammet Ugur Cakir 2 min 04 s 88 (PB) |
| T12        | Egor Sharov 1 min 50 s 02 (WR)                        | Abderrahim Zhiou 1 min 52 s 34 (PB)                         | Yeltsin Jacques Guide : Carlos Santos 1 min 56 s 59                |
| T13        | Abdellatif Baka 1 min 54 s 36 (SB)                    | Lukasz Wietecki 1 min 55 s 94 (SB)                          | Abdelillah Mame 1 min 56 s 07                                      |
| T34        | Walid Ktila 1 min 51 s 25                             | Mohamed Hammadi 1 min 51 s 91 (SB)                          | Rheed McCracken 1 min 53 s 15                                      |
| T36        | Paul Blake 2 min 06 s 10 (CR)                         | Artem Arefyev 2 min 08 s 04 (SB)                            | Pavel Kharagezov 2 min 16 s 47 (SB)                                |
| T37        | Michael McKillop 1 min 57 s 17 (WR)                   | Brad Scott 2 min 02 s 81 (SB)                               | Charl Du Toit 2 min 03 s 89 (PB)                                   |
| T46        | Hermas Muvunyi 1 min 54 s 04 (PB)                     | Samir Nouioua 1 min 55 s 43                                 | Alex Pires 1 min 56 s 45                                           |
| T52        | Raymond Martin 1 min 59 s 52 (CR)                     | Leonardo Perez 2 min 00 s 11 (PB)                           | Steven Toyoji 2 min 03 s 28                                        |
| T53        | Joshua George 1 min 41 s 88                           | Brent Lakatos 1 min 43 s 43                                 | Pierre Fairbank 1 min 43 s 88                                      |
| T54        | Kim Gyu Dae 1 min 37 s 55                             | Marcel Hug 1 min 38 s 04                                    | Saichon Konjen 1 min 38 s 61                                       |

#### 1 500m
| Catégories | Or                                               | Argent                                                    | Bronze                                                 |
| ---------- | ------------------------------------------------ | --------------------------------------------------------- | ------------------------------------------------------ |
| T11        | Odair Santos Guide : Carlos Santos 4 min 06 s 51 | Cristian Valenzuela Guide : Lucas Jaramillo 4 min 15 s 80 | William Sosa Guide : Cesar Chavarro Diaz 4 min 20 s 24 |
| T12        | Abderrahim Zhiou 4 min 01 s 52                   | Yeltsin Jacques Guide : Carlos Santos 4 min 03 s 52 (PB)  | Semih Deniz 4 min 05 s 46                              |
| T13        | Abdellatif Baka 3 min 53 s 05 (CR)               | Youssef Benibrahim 3 min 55 s 22 (PB)                     | Tarik Zalzouli 3 min 57 s 86                           |
| T20        | Peyman Nasiri Bazanjani 3 min 57 s 51 (AR)       | Daniel Pek 3 min 59 s 09                                  | Viacheslav Khrustalev 3 min 59 s 32                    |
| T36        | Artem Arefyev 4 min 32 s 89 (WR)                 | Pavel Kharagezov 4 min 51 s 17                            | Jose Pampano Cillero 4 min 51 s 91 (SB)                |
| T38        | Michael McKillop 4 min 10 s 17 (CR)              | Abbès Saïdi 4 min 12 s 78                                 | Deon Kenzie 4 min 14 s 21 (PB)                         |
| T46        | Samir Nouioua 4 min 05 s 61                      | Alex Pires 4 min 06 s 04                                  | Michael Roeger 4 min 06 s 74                           |
| T52        | Raymond Martin 3 min 51 s 28 (PB)                | Thomas Geierspichler 3 min 51 s 80 (SB)                   | Steven Toyoji 3 min 52 s 88                            |
| T54        | Marcel Hug 3 min 08 s 16                         | Rawat Tana 3 min 08 s 75                                  | Masayuki Higuchi 3 min 09 s 64                         |

#### 5 000m
| Catégories | Or                                                                         | Argent                                                     | Bronze                                               |
| ---------- | -------------------------------------------------------------------------- | ---------------------------------------------------------- | ---------------------------------------------------- |
| T11        | Odair Santos Guides : Carlos Santos, Samuel Nascimento 15 min 33 s 37 (SB) | Cristian Valenzuela Guide : Lucas Jaramillo 15 min 45 s 68 | Nuno Alves Guide : Ricardo Abreu 16 min 12 s 69 (SB) |
| T12        | El Amin Chentouf 14 min 32 s 27 (CR)                                       | Abderrahim Zhiou 15 min 18 s 38                            | Nacer-Eddin Karfas 15 min 19 s 99                    |
| T46        | Samir Nouioua 15 min 09 s 92 (PB)                                          | Alex Pires 15 min 10 s 82 (PB)                             | Michael Roeger 15 min 13 s 98 (AR)                   |
| T54        | Marcel Hug 10 min 20 s 16                                                  | Masayuki Higuchi 10 min 20 s 95 (PB)                       | Richard Colman 10 min 24 s 09 (SB)                   |

#### 10 000m
| Catégories | Or                                   | Argent                             | Bronze                                 |
| ---------- | ------------------------------------ | ---------------------------------- | -------------------------------------- |
| T12        | El Amin Chentouf 29 min 38 s 85 (WR) | Nacer-Eddine Karfas 31 min 53 s 57 | Gustavo Nieves Campello 34 min 29 s 71 |
| T54        | Marcel Hug 23 min 04 s 75            | Sho Watanabe 23 min 05 s 24        | Jean-Paul Compaoré 23 min 05 s 93      |

#### Marathon
| Catégories | Or                                                                              | Argent                                                                   | Bronze                                                                  |
| ---------- | ------------------------------------------------------------------------------- | ------------------------------------------------------------------------ | ----------------------------------------------------------------------- |
| T11        | Cristian Valenzuela Guides : Rodrigo Mellado et Lucas Jaramillo 2 h 44 min 33 s | Shinya Wada Guides : Takashi Nakata et Takehiko Gyoba 2 h 45 min 34 s    | Joaquim Machado Guides : Alberto Chaica et Rui Chaves 2 h 45 min 50 s   |
| T12        | El Amin Chentouf 2 h 29 min 47 s                                                | Elkin Serna Moreno Guide : German Naranjo Jaramillo 2 h 40 min 41 s (SB) | Gabriel Macchi Guides : Martim Nunes et Jorge Rodrigues 2 h 41 min 25 s |
| T46        | Alessandro di Lello 2 h 33 min 42 s                                             | Pedro Meza 2 h 48 min 20 s                                               | Ezequiel Costa 3 h 00 min 45 s                                          |
| T54        | Marcel Hug 1 h 28 min 44 s                                                      | Tomasz Hamerlak 1 h 32 min 27 s                                          | Kota Hokinoue 1 h 32 min 27 s                                           |

#### Relais 4 ×100m
| Catégories | Or | Argent | Bronze |
| ---------- | --- | --- | --- |
| T11-13     | Russie Artem Loginov Alexander Zverev Fedor Trikolich Andrey Koptev (Guide : Sergey Petrichenko) 42 s 90 | États-Unis Markeith Price David Brown (Guide : Rolland Slade) Elexis Gillette (Guide : Wesley Hosea Williams) Josiah Jamison (Guide : Jerome Avery) 43 s 62 (AR) | France Hyacinthe Deleplace Antoine Perel (Guide : Gauthier Simounet) Bacou Dambakate Gauthier Makunda (Guide : Edgar Onezou) 44 s 70 |
| T35-38     | Russie Andrey Vdovin Gocha Khugaev Roman Kapranov Evgenii Shvetcov 44 s 85 (CR)                          | Afrique du Sud Charl Du Toit Union Sekailwe Fanie Van Der Merwe Dyan Buis 45 s 76 (AR)                                                                           | Ukraine Andriy Onufriyenko Iurii Tsaruk Roman Pavlyk Mykyta Senyk 45 s 81 (NR)                                                       |
| T42-46     | États-Unis Jerome Singleton Richard Browne Jarryd Wallace Blake Leeper 40 s 73 (WR)                      | Brésil Bruno Araujo Yohansson Nascimento Emicarlo Souza Alan Oliveira 41 s 72 (NR)                                                                               | Russie Yury Nosulenko Vadim Trunov Diias Izbasarov Ivan Prokopyev 44 s 93                                                            |

#### Relais 4 ×400m
| Catégories | Or                                                                                      | Argent                                                                               | Bronze                                                                        |
| ---------- | --------------------------------------------------------------------------------------- | ------------------------------------------------------------------------------------ | ----------------------------------------------------------------------------- |
| T53/54     | Canada Brent Lakatos Curtis Thom Jean-Paul Compaoré Alexandre Dupont 3 min 11 s 33 (CR) | Thaïlande Sukhum Namlun Rawat Tana Pichet Krungget Saichon Konjen 3 min 12 s 38 (NR) | Corée du Sud Hong Sukman Yoo Byunghoon Jung Dong Ho Kim Gyu Dae 3 min 15 s 21 |

#### Saut en hauteur
| Catégories | Or                                     | Argent                                       | Bronze                                |
| ---------- | -------------------------------------- | -------------------------------------------- | ------------------------------------- |
| F13        | Ihar Fartunau 1,93 m                   | Tyson Gunter 1,90 m                          | Ivan Kytsenko 1,87 m (SB)             |
| F42/44     | Maciej Lepiato 1 012 pts (2,13 m) (WR) | Jonathan Broom-Edwards 912 pts (2,08 m) (PB) | Lukasz Mamczarz 841 pts (1,75 m) (SB) |

#### Saut en longueur
| Catégories | Or                                  | Argent                                | Bronze                                 |
| ---------- | ----------------------------------- | ------------------------------------- | -------------------------------------- |
| F11        | Elexis Gillette 6,32 m              | Yang Chuan-Hui 6,30 m                 | Xavier Porras 6,24 m                   |
| F12        | Hilton Langenhoven 7,28 m           | Kamil Aliyev 6,99 m                   | Rza Osmanov 6,88 m (PB)                |
| F13        | Luis Felipe Gutierrez 7,33 m        | Ihar Fartunau 6,73 m                  | Per Jonsson 6,71 m                     |
| F20        | Dmytro Prudnikov 7,15 m (PB)        | Zoran Talic 7,07 m (SB)               | Lenine Cunha 6,77 m                    |
| F36        | Roman Pavlyk 5,44 m (WR)            | Mariusz Sobczak 5,22 m                | Marcin Mielczarek 5,05 m               |
| F37/38     | Andriy Onufriyenko 936 pts (5,95 m) | Chermen Kobesov 929 pts (5,92 m) (PB) | Andrea Dalle Ave 898 pts (5,79 m) (SB) |
| F42        | Atsushi Yamamoto 6,11 m (AR)        | Rudy Garcia-Tolson 5,98 m (AR)        | Heinrich Popow 5,96 m                  |
| F44        | Markus Rehm 7,95 m (WR)             | Ronald Hertog 6,78 m                  | Maciej Lepiato 6,49 m (PB)             |
| F46        | Fuliang Liu 7,10 m                  | Tobi Fawehinmi 7,04 m (AR)            | Arnaud Assoumani 6,77 m                |

#### Triple saut
| Catégories | Or                           | Argent                       | Bronze                         |
| ---------- | ---------------------------- | ---------------------------- | ------------------------------ |
| F11        | Ruslan Katyshev 12,70 m (PB) | Elexis Gillette 12,66 m (AR) | Firas Bentria 12,59 m (AR)     |
| F12        | Vladimir Zayets 15,30 m      | Doniyor Saliev 15,06 m       | Siarhei Burdukou 14,75 m       |
| F46        | Liu Fuliang 14,76 m (CR)     | Aliaksandr Subota 14,04 m    | Georgios Kostakis 13,85 m (PB) |

#### Lancer de massue
| Catégories | Or                                       | Argent                                 | Bronze                           |
| ---------- | ---------------------------------------- | -------------------------------------- | -------------------------------- |
| F31/32/51  | Lahouari Bahlaz 1 048 pts (37,51 m) (WR) | Maciej Sochal 1 020 pts (36,97 m) (AR) | Jan Vanek 993 pts (26,16 m) (CR) |

#### Lancer du disque
| Catégories | Or                                        | Argent                                      | Bronze                                         |
| ---------- | ----------------------------------------- | ------------------------------------------- | ---------------------------------------------- |
| F11        | David Casinos Sierra 39,32 m (SB)         | Sergio Paz 36,09 m (SB)                     | Vasyl Lishchynskyi 35,83 m                     |
| F12        | Kim Lopez Gonzalez 46,39 m                | Vladimir Andryushchenko 40,43 m (SB)        | Branimir Budetic 38,67 m (PB)                  |
| F32/33/34  | Lahouari Bahlaz 1 024 pts (22,75 m) (WR)  | Wang Yanzhang 952 pts (46,79 m) (CR)        | Hani Alnakhli 950 pts (32,87 m) (CR)           |
| F35/36     | Sebastian Dietz 1 081 pts (42,18 m) (WR)  | Georgios Vagiannopoulos 1 011 pts (38,96 m) | Volodymyr Zhaivoronok 1 001 pts (38,52 m) (PB) |
| F37/38     | Mykola Zhabnyak 1 001 pts (55,71 m) (CR)  | Dong Xia 975 pts (51,99 m)                  | Guy Henly 968 pts (51,13 m) (AR)               |
| F41        | Jonathan Santos 43,11 m (PB)              | Bartosz Tyszkowski 42,70 m (PB)             | Non attribuée                                  |
| F42        | Aled Davies 47,62 m (AR)                  | Marinos Fylachtos 41,07 m (SB)              | Dechko Ovcharov 40,95 m (SB)                   |
| F44        | Jeremy Campbell 58,86 m                   | Dan Greaves 54,58 m                         | Adrian Matusik 52,39 m                         |
| F46        | Nikita Prokhorov 49,68 m (CR)             | Dmytro Ibragimov 46,26 m (PB)               | Tomasz Rebisz 45,70 m                          |
| F51/52/53  | Mohamed Berrahal 1 163 pts (13,16 m) (WR) | Mohamed Zemzemi 1 074 pts (12,62 m) (PB)    | Aigars Apinis 1 015 pts (21,06 m) (WR)         |
| F54/55/56  | Leonardo Diaz 1 011 pts (45,32 m) (WR)    | Drazenko Mitrovic 987 pts (32,25 m) (CR)    | Mustafa Yuseinov 977 pts (38,01 m) (SB)        |
| F57/58     | Alexey Ashapatov 967 pts (58,39 m) (CR)   | Samir Nabiyev 900 pts (45,77 m)             | Claudiney Santos 897 pts (45,65 m)             |

#### Lancer du javelot
| Catégories | Or                                           | Argent                                  | Bronze                                     |
| ---------- | -------------------------------------------- | --------------------------------------- | ------------------------------------------ |
| F11        | Anibal Bello 46,17 m (AR)                    | Vitalii Telesh 40,89 m (PB)             | Bil Marinkovic 38,53 m                     |
| F12/13     | Chiang Chih-Chung 951 pts (59,29 m) (PB)     | Branimir Budetic 946 pts (58,97 m) (PB) | Sajad Nikparast 919 pts (58,47 m) (SB)     |
| F33/34     | Mohsen Kaedi 1 021 pts (43,41 m) (WR)        | Yanzhang Wang 1 006 pts (39,45 m) (PB)  | Mauricio Valencia 1 003 pts (38,80 m) (AR) |
| F37/38     | Reinhardt Hamman 964 pts (45,72 m) (AR)      | Dmitrijs Silovs 921 pts (46,45 m) (SB)  | Jayden Sawyer 912 pts (40,53 m) (PB)       |
| F41        | Mathias Mester 41,26 m (PB)                  | Kyron Duke 36,03 m                      | Ivan Bogatyrev 30,41 m (SB)                |
| F42        | Helgi Sveinsson 50,98 m (CR)                 | Fu Yanlong 50,89 m                      | Runar Steinstad 49,81 m (PB)               |
| F44        | Tony Falelavaki 54,39 m                      | Marcio Fernandes 53,87 m (AR)           | Ali Omidi 51,89 m                          |
| F46        | Devendra 57,04 m (PB)                        | Abdolrasoul Mirshekari 52,62 m (PB)     | Mahmoud Ismail 50,22 m (AR)                |
| F52/53     | Alphanso Cunningham 1 105 pts (24,30 m) (WR) | Abdolreza Jokar 953 pts (21,28 m)       | Georgios Karaminas 772 pts (15,54 m) (SB)  |
| F54/55/56  | Luis Zepeda 984 pts (28,17 m) (AR)           | Alexey Kuznetsov 980 pts (27,87 m)      | Manolis Stefanoudakis 978 pts (27,70 m)    |
| F57/58     | Mohammad Khalvandi 996 pts (50,23 m)         | Claudiney Santos 993 pts (44,94 m) (CR) | Raed Salem 923 pts (46,46 m) (SB)          |

#### Lancer du poids
| Catégories | Or                                      | Argent                               | Bronze                                  |
| ---------- | --------------------------------------- | ------------------------------------ | --------------------------------------- |
| F11        | David Casinos Sierra 13,07 m (SB)       | Vasyl Lishchynskyi 12,92 m           | Sergei Mikhalev 12,68 m (PB)            |
| F12        | Andrii Holivets 15,52 m                 | Vladimir Andryushchenko 14,68 m (SB) | Sergei Shatalov 14,10 m (PB)            |
| F20        | Muhammad Zolkefli 15,32 m (AR)          | Jeffrey Ige 15,28 m (SB)             | Todd Hodgetts 15,17 m                   |
| F32/33     | Kamel Kardjena 1 000 pts (12,23 m) (SB) | Karim Betina 976 pts (10,37 m)       | Mounir Bakiri 965 pts (10,13 m)         |
| F34        | Scott Jones 13,38 m (WR)                | Alexander El'min 12,79 m (PB)        | Mohsen Kaedi 12,73 m                    |
| F35        | Tomasz Paulinski 11,11 m                | Alexis Jose Paez 9,81 m (SB)         | Michal Glab 9,47 m (PB)                 |
| F36        | Vladimir Sviridov 14,70 m (=WR)         | Sebastian Dietz 13,17 m (PB)         | Pawel Piotrowski 12,91 m (SB)           |
| F37        | Xia Dong 16,15 m (CR)                   | Mindaugas Bilius 15,24 m (PB)        | Mykola Zhabnyak 14,12 m (PB)            |
| F38        | Oleksandr Doroshenko 14,71 m            | Moussa Tambadou 12,72 m (SB)         | Dusan Grezl 12,34 m                     |
| F41        | Bartosz Tyszkowski 12,18 m (PB)         | Jonathan Santos 11,67 m (SB)         | Kyron Duke 11,64 m                      |
| F42        | Aled Davies 14,71 m (WR)                | Frank Tinnemeier 13,93 m (PB)        | Darko Kralj 13,20 m                     |
| F44        | Jackie Christiansen 17,66 m             | Adrian Matusik 15,12 m               | Josip Slivar 14,92 m (SB)               |
| F46        | Nikita Prokhorov 15,69 m (WR)           | Dmytro Ibragimov 14,74 m (SB)        | Matthias Schulze 14,65 m                |
| F52/53     | Aigars Apinis 999 pts (10,23 m) (=WR)   | Scot Severn 878 pts (8,26 m) (SB)    | Che Jon Fernandes 802 pts (7,92 m) (SB) |
| F54/55     | Karol Kozun 965 pts (11,23 m) (SB)      | Georg Tischler 944 pts (9,47 m) (SB) | Scott Winkler 938 pts (10,82 m)         |
| F56/57     | Mohamad Mohamad 989 pts (14,12 m) (CR)  | Jamil Elshebli 966 pts (13,75 m)     | Aleksi Kirjonen 963 pts (12,73 m) (CR)  |
| F58        | Alexey Ashapatov 15,41 m                | Janusz Rokichi 14,95 m               | Leonardo Amancio 14,65 m (AR)           |

### Femmes

#### 100m
| Catégories | Or                                                           | Argent                                                      | Bronze                                         |
| ---------- | ------------------------------------------------------------ | ----------------------------------------------------------- | ---------------------------------------------- |
| T11        | Terezinha Guilhermina Guide : Guilherme Santana 12 s 16 (SB) | Jerusa Geber dos Santos Guide : Luiz Henrique Silva 12 s 80 | Jhulia Santos Guide : Fabio de Oliviera13 s 11 |
| T12        | Zhou Guohua Guide : Li Jie 12 s 19 (CR)                      | Libby Clegg Guide : Mikail Huggins 12 s 23 (SB)             | Oksana Boturchuk 12 s 30                       |
| T13        | Olena Gliebova 12 s 32 (CR)                                  | Ilse Hayes 12 s 60 (SB)                                     | Sanaa Benhama 12 s 77                          |
| T34        | Hannah Cockroft 17 s 88 (CR)                                 | Amy Siemons 19 s 15 (SB)                                    | Rosemary Little 19 s 93                        |
| T35        | Oxana Corso 15 s 63 (WR)                                     | Virginia McLachlan 16 s 07 (AR)                             | Liu Ping 16 s 58                               |
| T36        | Claudia Nicoleitzik 15 s 48                                  | Jeon Min-jae 15 s 61                                        | Aygyul Sakhibzadaeva 15 s 68                   |
| T37        | Mandy François-Elie 13 s 72                                  | Maria Seifert 14 s 30                                       | Johanna Benson 14 s 35                         |
| T38        | Sophie Hahn 13 s 10 (WR)                                     | Veronica Hipolito 13 s 26                                   | Chen Junfei 13 s 55                            |
| T42        | Martina Caironi 15 s 26 (CR)                                 | Jana Schmidt 16 s 24 (SB)                                   | Vanessa Low 17 s 18 (SB)                       |
| T44        | Marlou van Rhijn 13 s 02                                     | Marie-Amélie Le Fur 13 s 29                                 | April Holmes 13 s 60 (SB)                      |
| T46        | Yunidis Castillo 12 s 90                                     | Nikol Rodomakina 13 s 21                                    | Alicja Fiodorow 13 s 55                        |
| T52        | Huang Lisha 17 s 09                                          | Angela Ballard 17 s 64                                      | Ilana Dupont 18 s 22                           |
| T53        | Michelle Stilwell 20 s 45                                    | Cassie Mitchell 23 s 00                                     | Kerry Morgan 23 s 36                           |
| T54        | Tatyana McFadden 16 s 42                                     | Amanda Kotaja 16 s 85                                       | Georgina Oliver 17 s 93                        |

#### 200m
| Catégories | Or                                                            | Argent                                                      | Bronze                                                 |
| ---------- | ------------------------------------------------------------- | ----------------------------------------------------------- | ------------------------------------------------------ |
| T11        | Terezinha Guilhermina Guide : Guilherme Santana 24 s 74 (=CR) | Jerusa Geber dos Santos Guide : Luiz Henrique Silva 26 s 45 | Esperança Gicaso Guide : Isaac Vieira Adao27 s 54 (AR) |
| T12        | Oksana Boturchuk 24 s 98                                      | Libby Clegg Guide : Mikail Huggins 25 s 31 (SB)             | Hanka Kolnikova 25 s 50 (PB)                           |
| T13        | Sanaa Benhama 26 s 42 (SB)                                    | Thiare Casarez 27 s 02                                      | Frieda Nakanyala 29 s 54 (PB)                          |
| T34        | Hannah Cockroft 31 s 78 (CR)                                  | Rosemary Little 33 s 73 (AR)                                | Amy Siemons 34 s 54 (SB)                               |
| T35        | Oxana Corso 33 s 42                                           | Virginia McLachlan 34 s 03 (AR)                             | Carly Salmon 34 s 92 (AR)                              |
| T36        | Jeon Min-jae 30 s 96                                          | Claudia Nicoleitzik 31 s 69 (SB)                            | Aygyul Sakhibzadaeva 32 s 43 (SB)                      |
| T37        | Mandy François-Elie 28 s 48                                   | Bethany Woodward 29 s 12 (PB)                               | Johanna Benson 29 s 18 (AR)                            |
| T38        | Veronica Hipolito 27 s 49 (CR)                                | Sophie Hahn 27 s 73                                         | Margarita Gontcharova 27 s 76 (PB)                     |
| T44        | Marlou van Rhijn 26 s 74 (CR)                                 | Marie-Amélie Le Fur 27 s 41 (CR)                            | Sophie Kamlish 28 s 71 (PB)                            |
| T46        | Yunidis Castillo 24 s 66 (CR)                                 | Anrune Liebenberg 26 s 06 (SB)                              | Alicja Fiodorow 26 s 16 (SB)                           |
| T52        | Michelle Stilwell 35 s 71 (CR)                                | Kerry Morgan 40 s 84                                        | Cassie Mitchell 42 s 84                                |
| T53        | Huang Lisha 29 s 76 (CR)                                      | Angela Ballard 30 s 15                                      | Chelsea McClammer 31 s 95                              |
| T54        | Tatyana McFadden 28 s 69                                      | Amanda Kotaja 30 s 31 (PB)                                  | Cheri Madsen 30 s 32 (PB)                              |

#### 400m
| Catégories | Or                                                           | Argent                                                         | Bronze                                                           |
| ---------- | ------------------------------------------------------------ | -------------------------------------------------------------- | ---------------------------------------------------------------- |
| T11        | Terezinha Guilhermina Guide : Guilherme Santana 56 s 56 (CR) | Maria Silva Guide : Nicolau Ernesto Palanca 1 min 00 s 21 (AR) | Miroslava Sedlackova Guide : Michal Prochazka 1 min 02 s 48 (SB) |
| T13        | Olena Gliebova 56 s 76 (PB)                                  | Thiare Casarez 58 s 78                                         | Erin McBride 1 min 01 s 28                                       |
| T37        | Evgeniya Trushnikova 1 min 05 s 69 (CR)                      | Neda Bahi 1 min 06 s 23 (SB)                                   | Viktoriya Kravchenko 1 min 10 s 21                               |
| T46        | Yunidis Castillo 56 s 58 (SB)                                | Anrune Liebenberg 56 s 78 (SB)                                 | Teresinha Santos 59 s 31 (PB)                                    |
| T53        | Zhou Hongzhuan 56 s 76 (CR)                                  | Shirley Reilly 56 s 98 (SB)                                    | Angela Ballard 57 s 00                                           |
| T54        | Tatyana McFadden 53 s 74 (SB)                                | Manuela Schaer 55 s 34 (PB)                                    | Cheri Madsen 56 s 21 (PB)                                        |

#### 800m
| Catégories | Or                                                            | Argent                                                                       | Bronze                                                           |
| ---------- | ------------------------------------------------------------- | ---------------------------------------------------------------------------- | ---------------------------------------------------------------- |
| T11        | Annalisa Minetti Guide : Stefano Ciallella 2 min 21 s 82 (CR) | Maritza Arango Buitrago Guide : Jonathan Sanchez Gonzalez 2 min 24 s 85 (AR) | Miroslava Sedlackova Guide : Michal Prochazka 2 min 26 s 42 (PB) |
| T52        | Michelle Stilwell 2 min 14 s 79 (WR)                          | Kerry Morgan 2 min 19 s 11 (PB)                                              | Cassie Mitchell 2 min 33 s 53                                    |
| T53        | Zhou Hongzhuan 1 min 53 s 65                                  | Angela Ballard 1 min 53 s 88 (SB)                                            | Madison de Rozario 1 min 53 s 93 (PB)                            |
| T54        | Tatyana McFadden 1 min 44 s 44 (WR)                           | Manuela Schaer 1 min 47 s 70 (AR)                                            | Edith Wolf 1 min 49 s 46 (PB)                                    |

#### 1 500m
| Catégories | Or                                | Argent                                   | Bronze                               |
| ---------- | --------------------------------- | ---------------------------------------- | ------------------------------------ |
| T12        | Elena Pautova 4 min 43 s 77 (SB)  | Meryem En-Nourhi 4 min 48 s 68 (PB)      | Elena Congost Mohedano 4 min 50 s 33 |
| T20        | Barbara Niewiedzial 4 min 40 s 50 | Arleta Meloch 4 min 47 s 68              | Ilona Biacsi 4 min 50 s 70           |
| T54        | Tatyana McFadden 3 min 34 s 06    | Wakako Tsuchida Edith Wolf 3 min 34 s 39 | Non attribuée                        |

#### 5 000m
| Catégories | Or                              | Argent                        | Bronze                    |
| ---------- | ------------------------------- | ----------------------------- | ------------------------- |
| T54        | Tatyana McFadden 12 min 08 s 07 | Manuela Schaer 12 min 08 s 33 | Edith Wolf 12 min 08 s 41 |

#### Marathon
| Catégories | Or                             | Argent                          | Bronze                     |
| ---------- | ------------------------------ | ------------------------------- | -------------------------- |
| T54        | Manuela Schaer 1 h 49 min 45 s | Wakako Tsuchida 1 h 49 min 45 s | Edith Wolf 1 h 49 min 46 s |

#### Saut en longueur
| Catégories | Or                                            | Argent                              | Bronze                                |
| ---------- | --------------------------------------------- | ----------------------------------- | ------------------------------------- |
| F11        | Lorena Salvatini Spoladore 4,37 m             | Paraskevi Kantza 4,28 m (PB)        | Jia Juntingxian 4,17 m                |
| F12        | Oksana Zubkovska 6,51 m (CR)                  | Lynda Hamri 5,71 m (AR)             | Sara Martinez Puntero 5,60 m          |
| F13        | Ilse Hayes 5,76 m (CR)                        | Sanaa Benhama 5,53 m (PB)           | Ioulia Korunchak 5,00 m               |
| F20        | Karolina Kucharczyk 6,09 m (WR)               | Krestina Zhukova 5,30 m             | Mikela Ristoski 5,27 m                |
| F37/38     | Margarita Gontcharova 1 000 pts (4,94 m) (CR) | Ramune Adomaitiene 931 pts (4,45 m) | Maria Fernandes 893 pts (4,27 m) (PB) |
| F42        | Martina Caironi 4,25 m (CR)                   | Jana Schmidt 3,87 m (SB)            | Vanessa Low 3,85 m (SB)               |
| F44        | Iris Pruysen 5,00 m                           | Marie-Amélie Le Fur 4,82 m          | Mami Sato 4,70 m                      |
| F46        | Nikol Rodomakina 5,92 m (PB)                  | Carlee Beattie 5,75 m               | Sheila Finder 5,14 m                  |

#### Lancer de massue
| Catégories | Or                                     | Argent                                 | Bronze                               |
| ---------- | -------------------------------------- | -------------------------------------- | ------------------------------------ |
| F31/32/51  | Maroua Brahmi 1 030 pts (24,15 m) (WR) | Becky Richter 1 018 pts (15,00 m) (AR) | Josie Pearson 951 pts (14,01 m) (PB) |

#### Lancer du disque
| Catégories | Or                                          | Argent                                 | Bronze                                           |
| ---------- | ------------------------------------------- | -------------------------------------- | ------------------------------------------------ |
| F11/12     | Sofia Oksem 930 pts (40,80 m) (PB)          | Liangmin Zhang 908 pts (35,24 m)       | Marija Ivekovic Mestrovic 893 pts (38,85 m) (SB) |
| F35/36     | Mariia Pomazan 1 024 pts (31,42 m) (WR)     | Wu Qing 925 pts (25,78 m) (CR)         | Katherine Proudfoot 894 pts (24,91 m)            |
| F37        | Mi Na 33,09 m (CR)                          | Viktorya Yasevych 29,37 m              | Beverley Jones 28,54 m                           |
| F41        | Raoua Tlili 27,84 m                         | Fathia Amaimia 21,70 m                 | Holly Neill 21,54 m                              |
| F51/52/53  | Josie Pearson 1 128 pts (7,09 m) (WR)       | Becky Richter 883 pts (6,09 m) (PB)    | Zena Cole 811 pts (5,80 m)                       |
| F54/55/56  | Marianne Buggenhagen 980 pts (27,04 m) (SB) | Martina Willing 865 pts (24,23 m) (CR) | Shaimaa Gaber 846 pts (23,71 m)                  |
| F57/58     | Nassima Saifi 1 031 pts (42,05 m) (WR)      | Orla Barry 1 002 pts (31,08 m) (WR)    | Liu Ming 938 pts (28,65 m) (AR)                  |

#### Lancer du javelot
| Catégories | Or                                    | Argent                                    | Bronze                                    |
| ---------- | ------------------------------------- | ----------------------------------------- | ----------------------------------------- |
| F12/13     | Anna Sorokina 978 pts (39,75 m) (CR)  | Natalija Eder 946 pts (37,34 m) (SB)      | Liu Ya-ting 902 pts (35,71 m)             |
| F33/34     | Birgit Kober 1 055 pts (27,45 m) (WR) | Marjaana Heikkinen 767 pts (20,79 m) (PB) | Marie Braemer-Skowronek 710 pts (19,74 m) |
| F46        | Hollie Arnold 37,45 m (PB)            | Holly Robinson 34,37 m (PB)               | Yukiko Kato 29,87 m                       |
| F52/53     | Estela Salas 680 pts (10,75 m)        | Dimitra Korokida 640 pts (10,36 m) (AR)   | Esther Rivera 606 pts (10,04 m) (SB)      |
| F54/55/56  | Hania Aidi 1 035 pts (18,32 m) (WR)   | Yang Liwan 1 009 pts (17,49 m)            | Ntombizanele Situ 997 pts (17,16 m) (PB)  |
| F57/58     | Safia Djelal 988 pts (30,53 m) (PB)   | Sylvia Grant 819 pts (19,85 m)            | CeCe Mazyck 818 pts (19,83 m)             |

#### Lancer du poids
| Catégories | Or                                      | Argent                                  | Bronze                                       |
| ---------- | --------------------------------------- | --------------------------------------- | -------------------------------------------- |
| F11        | Assunta Legnante 16,79 m (WR)           | Zhang Liangmin 11,59 m                  | Izabela Campos 8,63 m                        |
| F12        | Marta Prokofyeva 13,12 m (WR)           | Sofia Oksem 12,15 m (PB)                | Tamara Sivakova 11,99 m                      |
| F20        | Ewa Durska 13,18 m                      | Antonina Baranova 12,95 m (PB)          | Anastasiia Mysnyk 12,65 m                    |
| F32/33/34  | Birgit Kober 1 008 pts (9,92 m) (CR)    | Mounia Gasmi 913 pts (6,01 m) (AR)      | Maria Stamatoula 898 pts (5,92 m) (SB)       |
| F35/36     | Mariia Pomazan 1 038 pts (12,35 m) (WR) | Wu Qing 1 026 pts (10,43 m) (CR)        | Katherine Proudfoot 1 009 pts (10,16 m) (SB) |
| F37        | Mi Na 11,72 m (CR)                      | Eva Berna 10,67 m (SB)                  | Shirlene Coelho 10,19 m                      |
| F42/44     | Jana Schmidt 879 pts (9,15 m)           | Yao Juan 854 pts (11,56 m)              | Sanela Redzic 830 pts (8,81 m) (PB)          |
| F52/53     | Cassie Mitchell 998 pts (5,79 m) (CR)   | Svitlana Stetsyuk 896 pts (4,77 m) (AR) | Pamela Lejean 839 pts (4,46 m) (AR)          |
| F54        | Maria Bogacheva 7,56 m (WR)             | Yang Liwan 7,07 m                       | Hania Aidi 6,67 m (SB)                       |
| F55/56/57  | Martina Willing 950 pts (9,03 m) (CR)   | Nadia Medjmedj 893 pts (9,60 m)         | Larisa Volik 867 pts (9,32 m)                |
| F58        | María de los Ángeles Ortiz 11,43 m (CR) | Stela Eneva 11,40 m (AR)                | Nassima Saifi 11,18 m (AR)                   |

## Tableau des médailles
| Rang  | Nation              | Or  | Argent | Bronze | Total |
| ----- | ------------------- | --- | ------ | ------ | ----- |
| 1     | Russie              | 26  | 16     | 11     | 53    |
| 2     | États-Unis          | 17  | 18     | 17     | 52    |
| 3     | Brésil              | 16  | 10     | 14     | 40    |
| 4     | Ukraine             | 13  | 9      | 8      | 30    |
| 5     | Royaume-Uni         | 11  | 9      | 9      | 29    |
| 6     | Chine               | 10  | 13     | 4      | 27    |
| 7     | Allemagne           | 10  | 9      | 9      | 28    |
| 8     | Pologne             | 10  | 8      | 8      | 26    |
| 9     | Algérie             | 10  | 8      | 5      | 23    |
| 10    | Tunisie             | 8   | 6      | 1      | 15    |
| 11    | Canada              | 7   | 5      | 3      | 15    |
| 12    | Italie              | 7   | 0      | 2      | 9     |
| 13    | Suisse              | 6   | 5      | 3      | 14    |
| 14    | Cuba                | 5   | 1      | 2      | 8     |
| 15    | Australie           | 4   | 11     | 15     | 30    |
| 16    | Mexique             | 4   | 5      | 2      | 11    |
| 17    | Maroc               | 4   | 3      | 3      | 10    |
| 17    | Pays-Bas            | 4   | 3      | 3      | 10    |
| 19    | Irlande             | 4   | 1      | 0      | 5     |
| 20    | Afrique du Sud      | 3   | 9      | 6      | 18    |
| 21    | France              | 3   | 4      | 7      | 14    |
| 22    | Iran                | 3   | 2      | 3      | 8     |
| 23    | Espagne             | 3   | 0      | 6      | 9     |
| 24    | Finlande            | 2   | 5      | 2      | 9     |
| 25    | Corée du Sud        | 2   | 1      | 1      | 4     |
| 26    | Japon               | 1   | 5      | 4      | 10    |
| 27    | Autriche            | 1   | 3      | 2      | 6     |
| 28    | Namibie             | 1   | 2      | 3      | 6     |
| 29    | Biélorussie         | 1   | 2      | 2      | 5     |
| 30    | Azerbaïdjan         | 1   | 2      | 1      | 4     |
| 31    | Chili               | 1   | 2      | 0      | 3     |
| 32    | Lettonie            | 1   | 1      | 1      | 3     |
| 32    | Taipei chinois      | 1   | 1      | 1      | 3     |
| 32    | Venezuela           | 1   | 1      | 1      | 3     |
| 35    | Jamaïque            | 1   | 1      | 0      | 2     |
| 36    | Danemark            | 1   | 0      | 0      | 1     |
| 36    | Inde                | 1   | 0      | 0      | 1     |
| 36    | Islande             | 1   | 0      | 0      | 1     |
| 36    | Malaisie            | 1   | 0      | 0      | 1     |
| 36    | Rwanda              | 1   | 0      | 0      | 1     |
| 36    | Syrie               | 1   | 0      | 0      | 1     |
| 42    | Grèce               | 0   | 4      | 5      | 9     |
| 43    | Colombie            | 0   | 3      | 2      | 5     |
| 44    | Croatie             | 0   | 2      | 5      | 7     |
| 45    | Thaïlande           | 0   | 2      | 2      | 4     |
| 46    | Lituanie            | 0   | 2      | 0      | 2     |
| 47    | Tchéquie            | 0   | 1      | 4      | 5     |
| 48    | Bulgarie            | 0   | 1      | 3      | 4     |
| 49    | Argentine           | 0   | 1      | 2      | 3     |
| 49    | Slovaquie           | 0   | 1      | 2      | 3     |
| 51    | Angola              | 0   | 1      | 1      | 2     |
| 51    | Suède               | 0   | 1      | 1      | 2     |
| 51    | Émirats arabes unis | 0   | 1      | 1      | 2     |
| 54    | Cap-Vert            | 0   | 1      | 0      | 1     |
| 54    | Jordanie            | 0   | 1      | 0      | 1     |
| 54    | Nouvelle-Zélande    | 0   | 1      | 0      | 1     |
| 54    | Serbie              | 0   | 1      | 0      | 1     |
| 54    | Ouzbékistan         | 0   | 1      | 0      | 1     |
| 59    | Portugal            | 0   | 0      | 5      | 5     |
| 60    | Égypte              | 0   | 0      | 3      | 3     |
| 61    | Turquie             | 0   | 0      | 2      | 2     |
| 62    | Bosnie-Herzégovine  | 0   | 0      | 1      | 1     |
| 62    | Hong Kong           | 0   | 0      | 1      | 1     |
| 62    | Hongrie             | 0   | 0      | 1      | 1     |
| 62    | Arabie saoudite     | 0   | 0      | 1      | 1     |
| 62    | Norvège             | 0   | 0      | 1      | 1     |
| 62    | Sri Lanka           | 0   | 0      | 1      | 1     |
| Total | Total               | 208 | 206    | 203    | 617   |

## Diffusion
- Monde : Chaîne officielle du Comité international paralympique (ParalympicSportTV) sur YouTube[3]
- Europe : Union européenne de radio-télévision (détentrice des droits en Europe)[3]
- Brésil : SporTV[3]
- France : France 4[3],[4]
- Royaume-Uni : Channel 4[3]